# MiFi

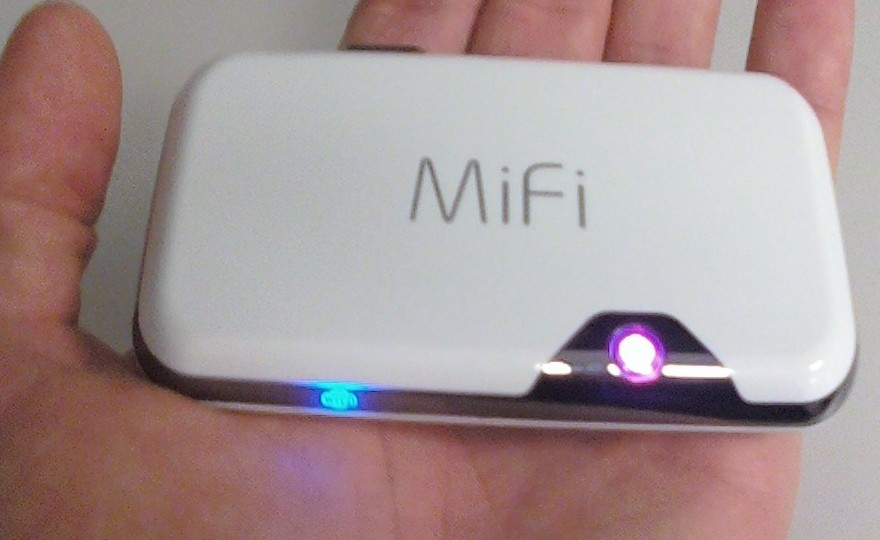
En MiFi enhet.

MiFi är en serie trådlösa routerenheter som tagits fram av Novatel Wireless som fungerar som ett bärbart trådlöst nätverk med Wi-Fi-teknik. En Mifi kan typiskt ge internetuppkoppling åt upp till fem enheter inom ett avstånd av 10 meter.